# 西门里礼拜堂
西门里礼拜堂又名西门基督教堂，是中国河南省开封市的一座基督教堂，由美国差会背景的豫中信义会创建，位于开封西门大街。
1933年，原在许昌、禹州等地传教的豫中信义会进入河南省会开封，1935年购置民房开辟教堂。1951年宣布脱离外国差会，加入三自组织。1958年被并入联合礼拜。1986年重新开放。1997年扩建成三层建筑，二楼大厅可容纳1000多人礼拜。外立面为“斯拉夫”式，有三个白色穹顶，中间穹顶下方为白底红字的“爱”。2009年，该堂被列为河南省重点教堂。